# 阿雷西博射电望远镜
阿雷西博射电望远镜（英語：Arecibo Radio Telescope）是位于波多黎各阿雷西博天文台的单口径射电望远镜，1963年建成，2020年完全损毁。

## 历史
1963年，阿雷西博望远镜建成。其口径为305米，落成后即成为世界上最大的单孔径望远镜，该记录一直保持到2016年7月，被中国的500米口径球面射电望远镜（FAST）所取代。
2001年，阿雷西博望远镜被列入IEEE里程碑列表中。2008年，阿雷西博天文台被列入美國的國家史蹟名錄。同年10月3日，被列入美國國家公園管理局的每周特色清單中
2017年9月21日，颶風瑪莉亞帶來的強風導致430MHz線路饋送斷裂並掉到主鏡盤上，損壞了38,000塊鋁板中的約30塊。因阿雷西博的觀測資料依賴于位於圓頂中的饋送和接收器傳送，而非使用線路饋送，飓风造成的损伤对天文台影响很小。
2020年8月10日，望远镜的辅助钢缆断裂，在望远镜反射盤上砸出了30（98英尺）长的破口；同年11月6日，同一高塔上的另一根主承重钢缆断裂。因为望远镜本身结构有灾难性故障之虞、剩余钢缆可能无法再支持设计的重量、而且任何维修尝试都有可能威胁到维修工人的性命，美国国家科学基金会于該年11月19日决定将天文台的射电望远镜退役并準備拆除。
2020年12月1日凌晨，由于塔尖彻底折断，望远镜約900公噸（890長噸；990短噸）的接收设备平台坠落并砸毁了望远镜反射盘（無線電波天线）表面，未造成人員傷亡，但望遠鏡本體全毀。

## 望远镜贡献

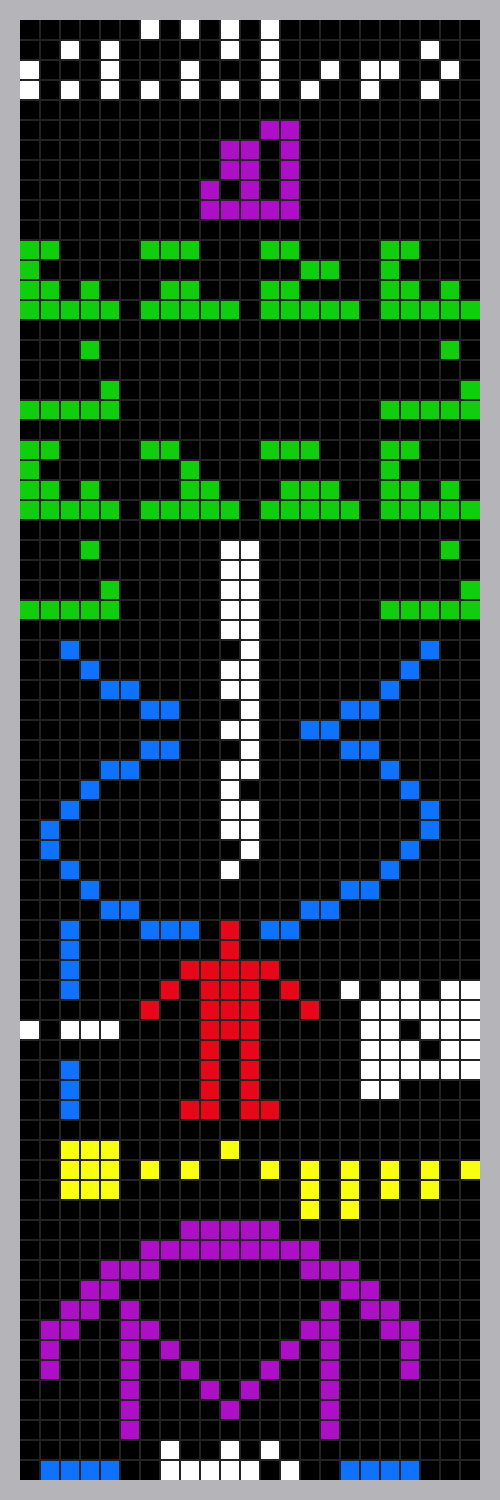
阿雷西博信息，信息本身没有颜色，颜色是人为标注用于区分的

### 天文学领域
阿雷西博望远镜发现了水星的自转周期、证明了中子星的存在，第一次直接观测到小行星影像，辅助发现了第一批系外行星。

#### 发现第一个脉冲双星系统
1974年，美国學者拉塞尔·赫尔斯和约瑟夫·泰勒通过使用阿雷西博望远镜发现了第一个脉冲双星系统。它由一颗脉冲星，PSR 1913+16，与一颗中子星构成，轨道周期很短，仅为7.75小时。轨道的偏心率为0.617。当两颗子星相互靠得很近时，极强的引力辐射会导致它们的距离愈加靠近，轨道周期会逐渐变短。泰勒等人通过精确地测量射电脉冲双星轨道周期的变化，间接证明了引力波的存在，验证广义相对论。赫尔斯和泰勒也因此获得1993年的诺贝尔物理学奖。

#### 发现第一个毫秒脉冲星
1982年，美国天文物理学家唐纳德·贝克和他的合作者利用阿雷西博射电望远镜发现了PSR B1937+21，它是人类历史上发现的第一颗毫秒脉冲星。

### 阿雷西博訊息
1974年，阿雷西博望远镜向距离地球25,000光年的球状星团梅西耶13发送了一串由1,679个二进制数字组成的訊号，称为阿雷西博訊息。如果訊息被地外智慧生命所接收並正確解讀，会得到如右图所示的訊息，从上到下依次为：用二进制表示的1-10十个数字、DNA所包含的化学元素序号、核苷酸的化学式、DNA的双螺旋形状、人的外形、太阳系的组成、望远镜的口径和波长。向球状星团M13发送訊息的原因是其中的恒星分布比较密集，被地外智慧生命接收的可能性较大。

### 文创取景地
阿雷西博射电望远镜因其外形壮观等特点，曾被電影、電視劇和游戏等文创作品采为取景地。007系列黄金眼和电影《接觸未來》的部分场景就是在这里拍摄的。

### 分散式运算项目
阿雷西博天文台的观测数据为1999年開始的分散式运算项目SETI@home做出贡献。